# Источники плазмы

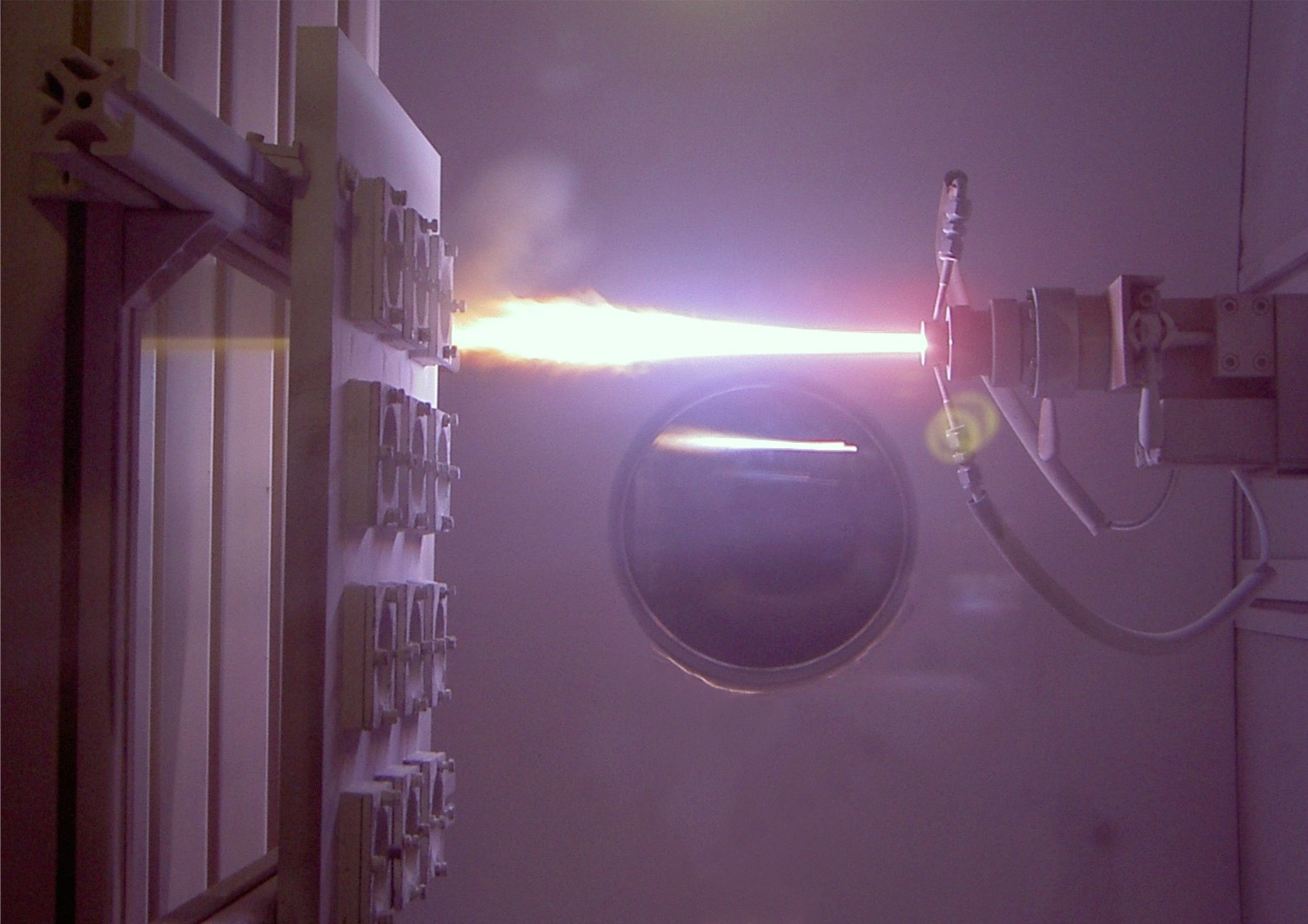
Плазмотрон высокого давления

Исто́чники пла́змы — устройства, предназначенные для создания плазмы.
Создание плазмы требует по меньшей мере частичной ионизации нейтральных атомов и/или молекул среды. В технике, как правило, для создания плазмы используются те или иные виды газового разряда.
Источники плазмы высокого (от 1000 Па до атмосферного и, редко, выше) давления называют плазмотронами или плазменными горелками. В них, как правило, плазма образуется в специальной разрядной камере, сквозь которую продувается плазмообразующий газ. Наиболее часто используются дуговой или индукционный разряд. Для небольших мощностей (до нескольких кВт) распространены также СВЧ плазмотроны.

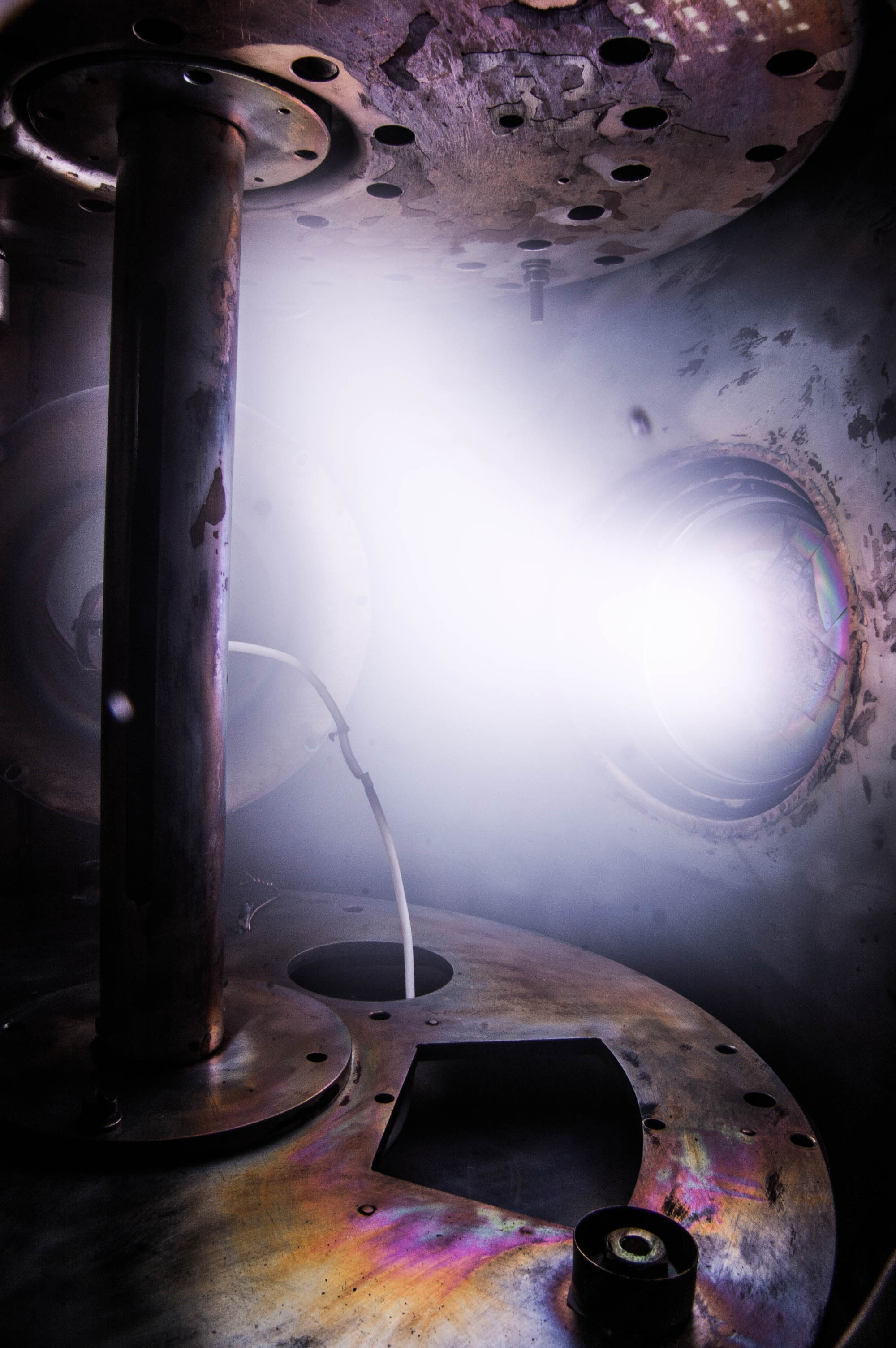
Высокочастотный источник плазмы при низком давлении (менее 1 Па)

Источники плазмы для низких давлений не имеют общего названия и классифицируются по принципу действия:
- Дуговые:
  - с холодным катодом;
  - с накалённым катодом;
  - двухступенчатые;
- На основе пучково-плазменного разряда, в частности, с полым катодом;
- Индуктивно-связанные:
  - с катушкой в форме соленоида;
  - с плоской катушкой;
  - на основе геликонного разряда
- Ёмкостно-связанные[англ.]
- На основе сверхвысокочастотного разряда, в том числе с использованием:
  - электронного циклотронного резонанса;
  - разряда на поверхностной волне;
- На основе разряда в скрещенных полях:
  - источники Холла;
  - источники с анодным слоем.

Источники плазмы имеют множество применений, в частности источники света и плазменная обработка материалов.